# Chris de Korte
Chris de Korte (Vlaardingen, 13 januari 1938 – Hoogvliet, 16 februari 2024) was een Nederlands judotrainer. In 1958 behaalde hij als een van de eersten in Nederland zijn zwarte band.
De Korte reisde in 1965 als jongeman, met de Trans-Siberische spoorlijn, richting Japan. In Kioto trainde hij een jaar lang. De technieken en de discipline van de Japanse judoschool bracht hij vervolgens in Nederland in de praktijk. Zo stond hij aan de basis van nieuw Nederlands judosucces.
In zijn sportschool De Korte sport- en gezondheids instituut in Hoogvliet trainde De Korte diverse bekende judoka's onder wie Mark Huizinga, Edith Bosch, Marhinde Verkerk, Anicka van Emden, Angelique Seriese, Theo Meijer en Elisabeth Willeboordse. Met deze judoka's behaalde De Korte tien Olympische medailles (2x goud, 1x zilver, 7x brons), waardoor hij wordt gezien als een boegbeeld van het Nederlandse judo.
Op 85-jarige leeftijd bleef hij nog steeds als trainer actief. Zijn stijl daarbij was stoïcijns en rustig, maar zijn trainingen waren hard en zwaar. Zo werden zijn leerlingen getraind om niet na te denken tijdens het vechten. 'Verstand is onze grootste handicap, ons traagste element. Als je gaat nadenken, dan ben je altijd te laat. Je moet instinctief handelen en dat kan je trainen.'
Voor de Paralympische Zomerspelen 2012 begleide de Korte paralympisch judoka Daniël Knegt in aanloop hiernaar toe. Een schouderblessure verhindert uiteindelijk dat Knegt niet naar Londen gaat.
De Korte overleed op 16 februari 2024 op 86-jarige leeftijd. Eind 2023 werd er bij hem acute leukemie geconstateerd.